# Roberto Pistore
Roberto Pistore (Monza, 20 maggio 1971) è un ex ciclista su strada italiano, professionista dal 1995 al 1998.

## Carriera
Corridore particolarmente adatto alle gare a tappe, sia di breve, sia di lunga durata, passò professionista nel 1995 con il Team Polti dopo cinque stagioni tra i dilettanti in cui conquistò tra gli altri il Giro della Toscana e il Giro della Valle d'Aosta, importanti prove a tappe di categoria.
Tra i professionisti si mise in luce ottenendo per due anni consecutivi la top 10 in classifica generale alla Vuelta a España (sesto nel 1995, quarto nel 1996) e un secondo posto nella classifica scalatori nell'edizione 1995 della corsa. In carriera da prof ottenne in tutto cinque vittorie, tra cui la classifica finale della Wien-Rabenstein-Gresten-Wien 1997 in Austria, e nel 1996 fu anche "azzurro" ai campionati del mondo di Lugano.
La sua ultima corsa fu il Tour de France 1998, corsa non portata a termine, prima di un ritiro dall'attività agonistica molto precoce, a soli 27 anni.

## Palmarès

### Strada
- 1993 (dilettanti)

Gran Premio Capodarco
Coppa Mobilio Ponsacco
Gran Premio Somma
1ª tappa Giro della Toscana dilettanti (Volterra > Volterra)
Classifica generale Giro della Toscana dilettanti
- 1994 (dilettanti)

Coppa Pinot La Versa
4ª tappa Giro delle Regioni (Cetona > Orvieto)
3ª tappa Regio-Tour (? > Müllheim)
3ª tappa Giro della Valle d'Aosta (Pont-Saint-Martin > Arvier)
Classifica generale Giro della Valle d'Aosta
- 1995 (Team Polti, tre vittorie)

Giro del Canavese
2ª tappa Regio-Tour (? > Colmar)
Classifica generale Regio-Tour
- 1997 (MG Boys Maglificio, due vittorie)

1ª tappa Wien-Rabenstein-Gresten-Wien (Traismauer > Traismauer)
Classifica generale Wien-Rabenstein-Gresten-Wien

### Altri successi
- 1997 (MG Boys Maglificio)

2ª tappa Hofbrau Cup (Enzklösterle > Wildbad, cronosquadre)

## Piazzamenti

### Grandi Giri
- Giro d'Italia

1997: ritirato (19ª tappa)
- Tour de France

1996: non partito (8ª tappa)
1998: ritirato (8ª tappa)
- Vuelta a España

1995: 6º
1996: 4º

### Classiche monumento
- Liegi-Bastogne-Liegi

1997: 86º
- Giro di Lombardia

1995: 9º
1996: 32º

### Competizioni mondiali
- Campionati del mondo

Lugano 1996 - In linea Elite: 42º